# Принцесата лебед
„Принцесата лебед“ е американски анимационен филм от 1994 г., базиран на балета „Лебедово езеро“. Във филма звучат гласовете на Джак Паланс, Джон Клийз, Стивън Райт и други. Режисиран е от Ричард Рич (бивш режисьор от Уолт Дисни).

## Сюжет
Внимание:  Текстът по-долу разкрива сюжета на произведението (или части от него)!
Филмът започва със застаряващия крал на име Уилямс, на когото се ражда дъщеря, която кръщават Одет. С неговата приятелка, вдовицата кралица Юбърта, решават да запознаят Одет със сина на Юбърта и им идват на гости всяко лято с надеждата да се влюбят, за да може да съберат двете кралства в едно. В началото, докато Одет и Дерек са още деца, това не се получава, след като да са заедно не е „тяхната представа за забавно“. Няколко години минават и Одет и Дерек вече са по-големи. По това време двамата най-накрая започват да се влюбват. Но по време на кралския бал Дерек казва, че иска да се ожени за нея, заради външния ѝ вид, което разстройва Одет и тя отказва да се омъжи за него. На следващия ден тя си заминава с баща си, но по пътя са нападнати от Ротбарт, зъл магьосник, който иска да открадне кралството на Уилям. Той отвлича Одет и наранява лошо Уилям; Дерек алармира за ситуацията и пристига на сцената, където Уилям му казва, че „Не е това, което изглежда...“, преди да умре. Въпреки усилията на Юбърта да накара сина си да изберат друга принцеса за него, той е решен да намери Одет.
Ротбарт закарва Одет в едно езеро до замъка си и ѝ прави заклинание, което я превръща в лебед през деня, а през нощта се превръща обратно в човек. Заклинанието може да бъде развалено само ако някой се зарече във вечна любов. Ротбарт ѝ предлага да се омъжи за него всяка нощ и да управляват кралството на баща ѝ заедно законно, но тя винаги му отказва. По време на плена ѝ Одет се сприятелява със стара костенурка на име Бързак, жаба на име Жан-Боб и кайрата Пуфин. Пуфин, след като научава за деянията на Ротбарт, измисля план да събере Одет с Дерек. Заедно с Пуфин Одет намира Дерек, който е тръгнал да я търси с приятеля си Бромли. Но той я бърка с „голямото чудовище“ и се опитва да я убие. Последователното преследване закарва Дерек до лебедовото езеро, където вижда как Одет се преобразява от лебед в човек. Двамата споделят радостно събиране, но почти веднага Ротбарт идва. Заради настоятелството на Одет, Дерек си тръгва, но с надеждата да се срещне с нея на бала, който организира Юбърта. Ротбарт намира лъка на Дерек (който го е забравил) и заключва Одет в подземието на замъка. След това съставя план и решава да прати Бриджит (помощницата му) дегизирана като Одет на бала. Той е заловил и Бромли, който е хвърлен в подземието с Одет.
Приятелите на Одет я освобождават, но когато отива на бала вижда, че е заменена и се опитва да предупреди Дерек, но не може, тъй като Бриджит занимава Дерек, за да не види истинската Одет. Тогава Дерек прави клетвата за вечна любов на Бриджит. Тогава се появява Ротбарт и разкрива плана си на Дерек. Отчаян в опита си да спаси Одет, Дерек стига до Лебедовото езеро, докато Одет лети обратно към него, след като заклинанието, направено ѝ от Ротбарт ѝ намалява силите. Дерек пристига твърде късно и Одет умира в ръцете му, но не преди той да ѝ разкрие истинската си любов към нея. Дерек се изправя срещу Ротбарт и настоява да не остави Одет да умре. За изненада на Дерек, Ротбарт се превръща в голямото чудовище, за което крал Уилям е казал на Дерек преди смъртта си. В напрегната битка Ротбарт почти убива Дерек. За щастие животинските приятели на Одет връщат лъка на Дерек, а Бронли, който е избягал от подземието, дава на Дерек една стрела. Той убива Ротбарт, като изстрелва стрелата право в сърцето му.
Със смъртта на Ротбарт заклинанието над Одет се разваля и тя оживява. Двамата вдигат сватба и заживяват щастливо в замъка на Ротбарт.

## Синхронен дублаж
| Роля                  | Изпълнител                                                                                              |
| --------------------- | --- |
| ПРИНЦЕСА ОДЕТ         | Елена Русалиева (диалог) Емилия Петкова-Emily Johnson (вокал) Веселина Бянкова (Малката Одет)           |
| ПРИНЦ ДЕРЕК           | Даниел Цочев (диалог) Никола Колев (вокал) Асен Танчев (Малкият Дерек) Иван Бърнев (Тийнейджърът Дерек) |
| КРАЛИЦА ЮБЪРТА        | Василка Сугарева                                                                                        |
| КРАЛ УИЛЯМ            | Калин Сърменов (диалог) Енрико Георгиев (вокал)                                                         |
| РОТБАРТ               | Георги Георгиев (диалог) Христо Мутафчиев (вокал)                                                       |
| ЖАН-БОБ               | Иван Райков                                                                                             |
| ПУФФИН / БРОМЛИ       | Александър Воронов                                                                                      |
| БЪРЗАКА               | Георги Георгиев                                                                                         |
| ШОМПЕЛАН              | Иван Райков (диалог) Асен Аврамов (вокал)                                                               |
| ЛОРД РОДЖЪРС / ДИКТОР | Калин Сърменов                                                                                          |

### Песни
| Песен                                 | Изпълнител(и) |
| ------------------------------------- | --- |
| „Не е такава моята представа за игра“ | Веселина Бянкова Емилия Петкова-Emily Johnson Никола Колев Асен Танчев Иван Бърнев Василка Сугарева Енрико Георгиев Хор на „БНР“ |
| „Хайде пак, хайде пак, хайде пак“     | Василка Сугарева Хор на „БНР“ |
| „Завинаги с тебе“                     | Емилия Петкова-Emily Johnson Никола Колев                                                                                        |
| „Без страх!“                          | Емилия Петкова-Emily Johnson Александър Воронов Георги Георгиев Иван Райков                                                      |
| „Стига съм се правил на добряк“       | Христо Мутафчиев Беквокали: Искра Станева Емилия Петкова-Emily Johnson Ангелина Ламбринова                                       |
| „На парада на принцесите“             | Асен Аврамов Хор на „БНР“ |

### Екип
| Обработка / Монтаж                | АРС Диджитал Студио (© XI' 1997) За контакти: e-mail: office@arsdigital.org Официален сайт |
| По поръчка на                     | Мейстар филм За контакти: София, ул. „Нишка“№17 /Найчо Цанов/                              |
| --------------------------------- | ------------------------------------------------------------------------------------------ |
| Превод                            | Цветелина Николова                                                                         |
| Музикална адаптация               | Цветелина Николова Сиана Търколева Асен Аврамов                                            |
| Диригент / Изпълнителен продуцент | Асен Аврамов                                                                               |
| Режисьор на дублажа               | Чавдар Монов                                                                               |
| Тонрежисьор                       | Венислава Николова Благомир Алексиев                                                       |